# ジェパディ!
『ジェパディ!』（Jeopardy!）は、アメリカ合衆国で放送されているクイズ番組である。1964年にマーヴ・グリフィンによって作成された。
正しい発音は/ˈdʒepə(r)di/（カタカナ表記だと「ジェパディ」が近い）であるが、日本では「ジョパディ」、「ジェオパディ」などと表記されている例もある。

## 概要
もともとは1964年から1979年までにNBCで放送され、番販での放送は1984年9月10日からマーヴ・グリフィン・エンタープライゼスの制作で放送開始された。2006年9月放送分からHD制作になった。同じソニー・ピクチャーズ テレビジョンが制作する『ホイール・オブ・フォーチュン』、CBSの『ザ・プライス・イズ・ライト』と並ぶ人気クイズ番組に成長した。また、この番組はニューヨーク・タイムズが全面協力している。
日本ではこれをベースとした『クイズグランプリ』が放送されていた。
司会はアレックス・トレベックが、1984年のシンジケーション開始時から2020年に逝去するまで務めた。
2020年10月29日の収録後、アレックス・トレベックは追加手術の計画を立てていた。 番組プロデューサーのリサ・ブロフマン氏は、2004年から74試合のチャンピオンでコンサルティングプロデューサーでもあるケン・ジェニングス氏を次のエピソードの司会者に指名した。 これらのレコーディングは当初2020年11月9日に予定されていたが、11月8日にトレベックが死去したために制作は中断された。 トレベックが司会を務めたエピソードは2020年12月18日まで放送され、番組の矛盾によりトレベックの最終話が放送されない問題を避けるため、放送は2021年1月4日まで中断されて最終話は2021年1月11日に放送された。 ジェニングスは2020年11月30日に司会を引き継ぎ、2021年1月11日に初回放送された6週間のエピソードの司会を務めた。エグゼクティブプロデューサーのマイク・リチャーズがさらに2週間司会を務めた後、シリーズ37の残りはゲスト司会者が交代で司会を務めて終了した。最後の4週間までは毎週新しいホストが引き継ぎ、著名なホストにはケイティ・クーリック、メフメット・オズ、メイム・ビアリク、アーロン・ロジャース、レヴァー・バートン、ジョー・バックなどが含まれる。
リチャーズはシリーズ38の司会者に指名されたが、ポッドキャストの内容に疑問があったため、1週間後に番組を降板。ビアリクが常任ホストに指名され、ジェニングスが代役となった。シリーズ39ではジェニングスが正式に共同司会者に指名されたが、視聴者は女優よりも元チャンピオンのほうを好んだ。マイム・ビアリクが2023年5月にハリウッドの印象的な著名人に加わったとき、彼女はプログラムを降板した。 ケン・ジェニングスはシーズン40中の2023年12月に単独司会者に指名された。
2024年5月、Amazon MGMスタジオは本番組のスピンオフ作品『Pop Culture Jeopardy!』を制作することを発表した。『サタデー・ナイト・ライブ』などで活躍しているコリン・ジョストを司会に起用した上で同年12月4日からAmazon Prime Videoにて配信する予定。

## 現在のルール
毎回3人の解答者（うち1名は前回放送時のチャンピオン）により対戦が行われ、クイズに正解することで獲得できる賞金の総額を競いあう。
番組は前半戦30問の「ジェパディ・ラウンド」、後半戦30問の「ダブル・ジェパディ・ラウンド」、最終問題の「ファイナル・ジェパディ!」によって構成されている。
問題は司会者が発表した6つのカテゴリから、$200単位で$200から$1,000（ダブル・ジェパディ・ラウンドでは$400単位で$400から$2,000）までの5枚、計30問の中から出題される。第1問は1番目の解答者が選び、第2問からは原則として正解した解答者が問題を選ぶ。獲得賞金額が高い問題ほど、難しい問題となっている。
クイズは司会者が問題文を全文読み上げてからの早押し形式で行われる。問題文はほとんどが短文あるいは数個の単語であり、日本のクイズ番組で見られる「日本で最も高い山は何でしょう？」といった質問文形式ではなく、「それは日本で最も高い山です」といった事実の形で書かれている。解答者は「富士山とはどんな山でしょう？」のように質問文形式で解答する。正解すればその問題に設定された金額が加算され、不正解および時間切れ（5秒以内に答えなかった）は、その問題の設定金額が引かれる。
また、ジェパディ・ラウンドでは1枚、ダブル・ジェパディ・ラウンドでは2枚「デイリーダブル」と呼ばれるボードが隠されている。これを引いた場合、その問題は引いた人にのみ解答権が与えられる。デイリーダブルでは、解答者は問題が出題される前に賭け金を設定する（なお、持ち金に関係なく$500まで賭けることができる）。その後問題に答えて正解なら賭け金分が加算され、不正解なら賭け金分減算される。
「デイリーダブル」は、通常の問題文のみのものもあれば、出題に音が絡む「オーディオデイリーダブル」や、映像が絡む「ビデオデイリーダブル」も存在する。
ダブル・ジェパディ・ラウンドが終わると最終問題のファイナル・ジェパディに移るが、ラウンド終了までに賞金を$1も獲得できなかった解答者はその時点で失格となり、ファイナル・ジェパディに進むことができない。ただしセレブリティ・シリーズの場合は特例として、賞金が$1も無くても$1,000が支給され、ファイナル・ジェパディに進むことができる。
| カテゴリ1 | カテゴリ2 | カテゴリ3 | カテゴリ4 | カテゴリ5 | カテゴリ6 |
| --------- | --------- | --------- | --------- | --------- | --------- |
| $200      | $200      | $200      | $200      | $200      | $200      |
| $400      | $400      | $400      | $400      | $400      | $400      |
| $600      | $600      | $600      | $600      | $600      | $600      |
| $800      | $800      | $800      | $800      | $800      | $800      |
| $1,000    | $1,000    | $1,000    | $1,000    | $1,000    | $1,000    |

### ファイナル・ジェパディ!
最終問題は記入解答式で、ライトペンで解答と賭け金を記入する。まずCM前に最終問題のジャンルが発表され、解答者は最終問題が出題される前のCM中に賭け金を決定する。CMが明けたら最終問題が出題され、制限時間は30秒。タイムアップ後、ダブル・ジェパディ・ラウンド終了時の順位が低い順に1人ずつ答え合わせが行われる。正解者は賭け金分が加算され、不正解者は賭け金分没収される。
ファイナル・ジェパディの問題終了後、対戦で得た金額が最も多かった解答者がその回のチャンピオンとなる。チャンピオンのみ対戦で得た金額と同じ額の賞金獲得が保障され次回の放送への出場権が与えられる。
2014年11月以降からは、ファイナル・ジェパディ終了後であっても得点が同じ出場者が2人以上いる場合は同点決勝が行われるようになった。問題が1問出題され、それに正解した人がチャンピオンとなる。なお、誤答は編集でカットされ、正解だけが放送される。なお、全員$0以下の場合はチャンピオンなしとなり、次回は3人とも新たな解答者が登場する。その場合、賞品は最終ラウンドの開始前のプレーヤーの順位によって決定される。第2ラウンド終了後の1位と2位のプレイヤーは両方とも2位賞を獲得し、2位のプレイヤーは2位賞を獲得する。第2ラウンドのスコアが同点の場合はタイブレークとして第1ラウンドのスコアに戻る(通常、トリプルゼロの損失のほとんどは1位と2位が同点の場合に発生する)。
トーナメントで解答者が全滅した場合、敗者の中で最も高得点を叩き出した人が次に進める。ゲームに勝者が必要な場合 (トーナメントの第 2 ラウンドまたは第 3 ラウンド、またはプレーヤーが試合に勝つには 3 試合に勝たなければならないトーナメント決勝)、最終ラウンドに参加したすべてのプレーヤーが最終的な答えを争うことになります。
1964～1975年のオリジナル版では、3人の選手全員が試合で得点したものに勝つことが保証されていた。現在の1984年バージョンを準備する際に、プロデューサーは勝者のみが賞金を保持するようにルールを変更。他の2人の選手には1984年から2002年5月まで賞金が授与され、当初はコカ・コーラ (1984 年1989年までシリーズのオーナー)、その後ソニー (1989年からのオーナー) にお金を支払ったスポンサーによって提供された。2002年5月から残念賞は現金で支払われ、2位には$2,000、3位には$1,000(第2ラウンド終了時のスコア、同点の場合は第1ラウンド終了時のスコア)。 2023年8月、2023年9月のシリーズ40から賞金が2位は$3,000、3位は$2,000に引き上げられると発表された。

### トーナメント・オブ・チャンピオンズにおけるルール
2012年12月、シリーズ29 U18トーナメントの記録により、準決勝でトリプルゼロロスが発生し、トリプルゼロロスが発生したU18トーナメント準決勝のプレーヤー（後半の2ラウンドで隔離されていない）に不当なアドバンテージが与えられた。2位は事実上勝てなかった最高得点のプレーヤーになり、最終スロットを獲得し、後にトーナメントに勝ったため、3位の準決勝のプレーヤーに不公平なアドバンテージを与えた。
各トーナメントの最終ラウンド、および2013年以降の準決勝ラウンドでは、各試合に勝者が必要。準決勝ラウンドがすべてのプレーヤーのスコアがゼロで終了した場合、または決勝の両レグがトリプルゼロの場合、最終的なタイブレークの解答が勝者を決定するために使用される。準決勝では、最終解答ラウンドの対象となるプレーヤーのみがタイブレーカーに参加する資格がある。

## 過去のルール
1985年9月までは、司会者によって問題文が全文読み上げられる前に早押しボタンを押すことが可能であった。
賞金のパネルは1984年の番組開始時から2001年11月23日まではジェパディ・ラウンドでは$100単位で$100から$500、ダブル・ジェパディ・ラウンドでは$200単位で$200から$1,000であった。
2014年11月のシリーズ31以前は、引き分けの場合は同点1位の解答者全員がチャンピオンとして翌週にも出場していた。

## 番組の記録保持者
チャンピオンの最多連勝記録は2004年の7月から11月にかけてケン・ジェニングスが記録した74回であり、その間に獲得した賞金は$2,522,700にも及んだ。それまでは同年の1月に記録された8回（獲得賞金約$180,000）が最高であり、彼の連勝が止まったことは大きく報道された。
ジェームズ・ホルザウアーは、1回の対戦で最も多くの賞金を獲得し、12の最高のゲーム記録を保持しており、1日の記録は$131,127に及んだ。 彼の32勝のうち、6勝は$100,000を超えていた。

## トーナメントとイベント
トーナメント・オブ・チャンピオンズ
毎年行われるチャンピオン大会。2週に分けて放映され、第1週の5回は予選の様子が、第2週は準決勝と決勝が行われる。優勝者には賞金$250,000が贈られる。
セレブリティ・ジェパディ!大物有名人を参加者として招き行われる大会。収録は大規模ホールで行われる。賞金の金額は1位$50,000、2位と3位はそれぞれ$25,000となっており、賞金は出演者が指定する団体に贈られる。
カレッジ・チャンピオンシップ
出場者を大学生に限定した大会。トーナメント形式で実施される。現在の賞金の金額は1位$100,000、2位$50,000、3位$25,000となっている。
ティーン・トーナメント
出場者を高校生に限定した大会。トーナメント形式で実施される。現在の賞金の金額は1位$75,000、2位$25,000、3位$15,000となっている。
キッズ・ウィーク
出場者を10歳～12歳の小学生に限定した大会。通常の放送と異なり優勝しても次回の出場権はなく、1回のみの参加可能となっている。優勝者は獲得賞金全額（獲得賞金が$10,000以下の場合は、$10,000獲得する）、2位は$2,000、3位は$1,000を獲得できる。
スーパー・ジェパディ!
1990年に1度だけ開催された大会。トーナメント形式だが、4人制で行われた。優勝の賞金は$250,000だった。
アルティメット・トーナメント・オブ・チャンピオンズ
2005年に行われた番組史上最大のトーナメント。1月から5月にかけて開催され1回戦、2回戦、準々決勝、準決勝、決勝の5ラウンド制で、優勝賞金は$2,000,000だった。なおトーナメント・オブ・チャンピオンズで優勝するなど過去に実績を残した者は2回戦からの参加になる措置がとられた。なお、最多連勝記録を持つケン・ジェニングスは特別枠として決勝戦からの出場となった。
IBMチャレンジ
IBMが開発したスーパーコンピュータ「ワトソン」と人類代表2名（ブラッド・ラッター、ケン・ジェニングス）で3日間かけて行われた大会。結果はワトソンが優勝した。優勝したIBMには$1,000,000が、2位に$300,000、3位に$200,000ドルが贈呈された。なお、IBMは賞金の全額を慈善事業に寄付した。
Jeopardy!オールスターゲーム
番組放送35周年を記念して2019年に開催され、総勢18人のチャンピオンが参加したチーム形式の特別トーナメント。6人のチャンピオン達が自分のチームメイトとなる2人をスネークドラフト形式で選出し、優勝を目指すトーナメント。通常のトーナメントとの大きな違いは、チームの1人が「ジェパディ・ラウンド」、もう1人が「ダブル・ジェパディ・ラウンド」、残った1人が「ファイナル・ジェパディ」をリレー形式で解答する。優勝したチームには$ 1,000,000の賞金を3人で山分けをする。優勝はブラッド・ラッター率いるチームブラッド。
グレイテスト・オブ・オールタイム
2020年に開催された、優勝賞金$1,000,000をかけた特別トーナメント。番組史上最高連勝記録を持つケン・ジェニングス、トーナメントの賞金も含んだ番組における歴代獲得賞金ランキング1位のブラッド・ラッター、通常放送における1回あたりの対戦での獲得賞金ランキング1位であり、2019年のトーナメントオブチャンピンズの優勝者であるジェームズ・ホルザウアーの3人によって争われた。優勝はケン・ジェニングス。